# Hoya (geslacht)
Hoya, meestal wasbloem genoemd,  is een geslacht uit de maagdenpalmfamilie (Apocynaceae). The World Checklist of Selected Plant Families erkent meer dan 520 soorten. De meeste soorten kunnen in het wild gevonden worden in landen in Azië zoals China, India, Thailand, Vietnam en Bangladesh. Ook komen er diverse soorten voor in onder meer Australië, Nieuw Guinea en de Philippijnen.
Een aantal soorten wordt gehouden als sierplant, waaronder Hoya carnosa (grote wasbloem) Hoya bella (kleine wasbloem) en Hoya linearis. 
Robert Brown vernoemde het geslacht naar Thomas Hoy.
In Nederland beheert de Hortus botanicus Leiden namens de Stichting Nationale Plantencollectie de collectie Hoya.

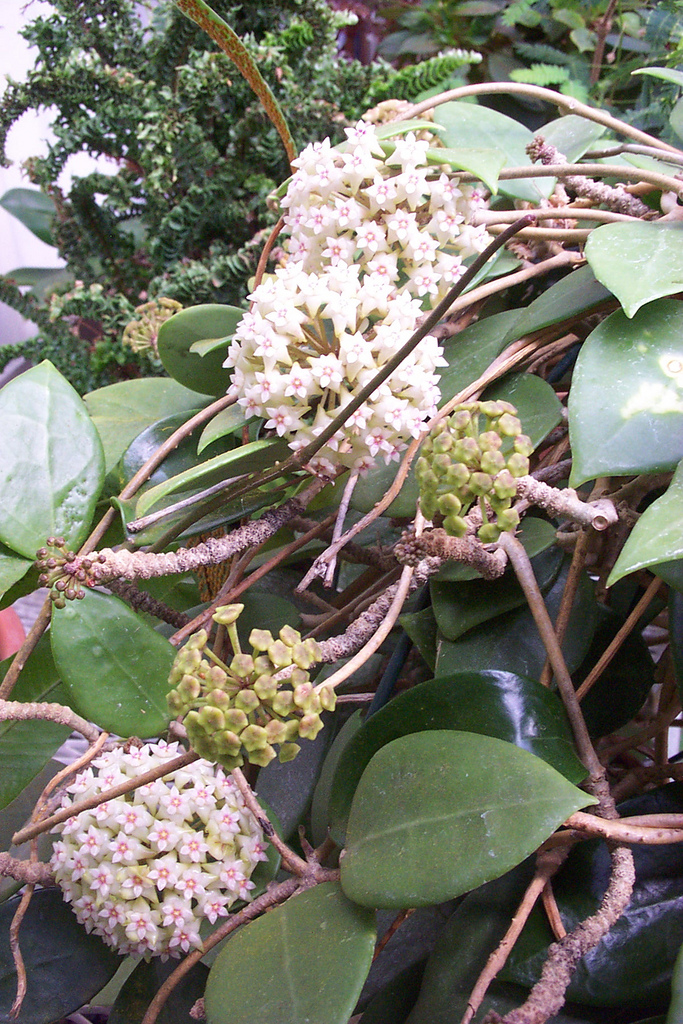
Hoya parasitica
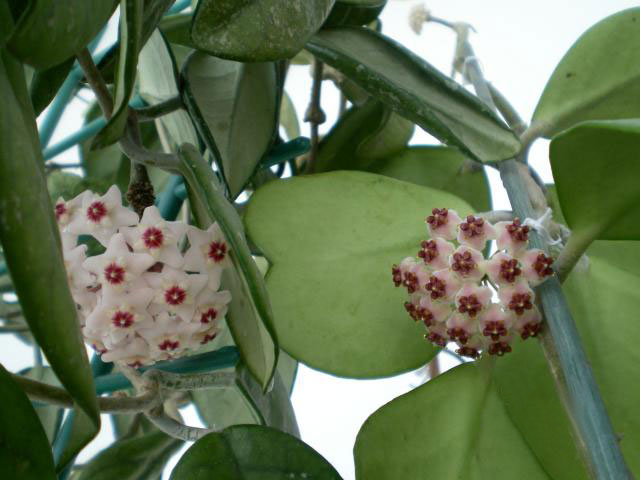
Hoya kerrii
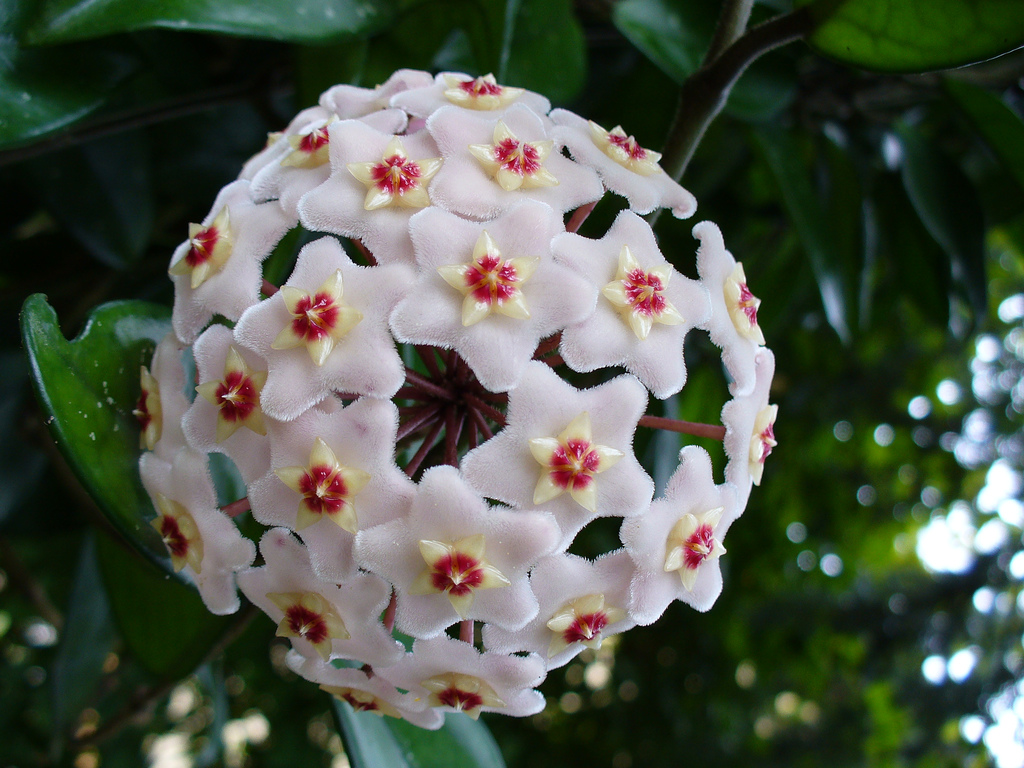
Hoya carnosa

## Soorten
- Hoya acanthominima Kloppenb., G.Mend. & Ferreras
- Hoya acicularis T.Green & Kloppenb.
- Hoya acuminata (Wight) Benth. ex Hook.f.
- Hoya aeschynanthoides Schltr.
- Hoya affinis Hemsl.
- Hoya agusanensis Kloppenb.
- Hoya alagensis Kloppenb.
- Hoya albida Kloppenb., Cajano & Carandang
- Hoya albiflora (Blume) Zipp. ex K.Schum.
- Hoya aldrichii Hemsl.
- Hoya alexicaca (Jacq.) Moon
- Hoya alwitriana Kloppenb., Siar, Guevarra & Carandang
- Hoya amboinensis Warb.
- Hoya ambrosiae Kloppenb.
- Hoya amicabilis S.Rahayu & Rodda
- Hoya amorosoae T.Green & Kloppenb.
- Hoya amrita Kloppenb., Siar & Ferreras
- Hoya andalensis Kloppenb.
- Hoya annaleesoligamiae Kloppenb.
- Hoya anncajanoae Kloppenb. & Siar
- Hoya antilaoensis Kloppenb.
- Hoya anulata Schltr.
- Hoya aphylla Aver., K.S.Nguyen & Averyanova
- Hoya apoda S.Moore
- Hoya apoensis Kloppenb. & Siar
- Hoya archboldiana C.Norman
- Hoya ariffinii Rodda & S.Rahayu
- Hoya arnottiana Wight
- Hoya artwhistleri Kloppenb.
- Hoya aurantiaca Kloppenb., Siar & Cajano
- Hoya aurigueana Kloppenb., Siar & Cajano
- Hoya australis R.Br. ex J.Traill
- Hoya bacunganensis Kloppenb.
- Hoya baguioensis Kloppenb.
- Hoya baishaensis S.Y.He & P.T.Li
- Hoya bakoensis Rodda
- Hoya balaensis Kidyoo & Thaithong
- Hoya bandaensis Schltr.
- Hoya bandongii Kloppenb. & Ferreras
- Hoya barbonii Kloppenb.
- Hoya batutikarensis R.P.P.Ahmad, S.Rahayu & Rodda
- Hoya bauensis T.Green
- Hoya bebsguevarrae Kloppenb. & Carandang
- Hoya beccarii Rodda & Simonsson
- Hoya bella Hook.
- Hoya benchaii Gavrus, A.Lamb, Emoi & Gokusing
- Hoya benguetensis Schltr.
- Hoya benitotanii Kloppenb.
- Hoya benstoneana Kloppenb., Siar, Guevarra & Carandang
- Hoya benvergarae Kloppenb. & Siar
- Hoya betchei (Schltr.) W.A.Whistler
- Hoya bhutanica Grierson & D.G.Long
- Hoya bicknellii Kloppenb.
- Hoya bicolensis Kloppenb., Siar & Cajano
- Hoya bicolor Kloppenb.
- Hoya bifunda Kloppenb., Siar, Cajano, G.Mend., Guevarra & Carandang
- Hoya bilobata Schltr.
- Hoya blashernaezii Kloppenb.
- Hoya bonii Costantin
- Hoya bordenii Schltr.
- Hoya borneoensis Kloppenb.
- Hoya boycei Rodda & S.Rahayu
- Hoya brassii P.I.Forst. & Liddle ex Simonsson & Rodda
- Hoya brevialata Kleijn & Donkelaar
- Hoya brittonii Kloppenb.
- Hoya brooksii Ridl.
- Hoya buntokensis S.Rahayu & Rodda
- Hoya buotii Kloppenb.
- Hoya burmanica Rolfe
- Hoya burtoniae Kloppenb.
- Hoya buruensis Miq.
- Hoya butleriana Kloppenb., Siar, Guevarra & Carandang
- Hoya cagayanensis C.M.Burton
- Hoya callistophylla T.Green
- Hoya calycina Schltr.
- Hoya calyxminuta Kloppenb.
- Hoya campanulata Blume
- Hoya camphorifolia Warb.
- Hoya capotoanensis Kloppenb.
- Hoya carandangiana Kloppenb. & Siar
- Hoya cardiophylla Merr.
- Hoya carmelae Kloppenb., Siar & Ferreras
- Hoya carnosa (L.f.) R.Br.
- Hoya carrii P.I.Forst. & Liddle ex Simonsson & Rodda
- Hoya caudata Hook.f.
- Hoya celata Kloppenb., Siar, G.Mend., Cajano, Guevarra & Carandang
- Hoya celsa Kloppenb., Siar, Guevarra, Cajano & Carandang
- Hoya cembra Kloppenb.
- Hoya chewiorum A.Lamb, Gavrus, Emoi & Gokusing
- Hoya chiekoae Kloppenb., Ferreras & G.Mend.
- Hoya chinghungensis (Y.Tsiang & P.T.Li) M.G.Gilbert, P.T.Li & W.D.Stevens
- Hoya chloroleuca Schltr.
- Hoya chunii P.T.Li
- Hoya ciliata Elmer ex C.M.Burton
- Hoya cinnamomifolia Hook.
- Hoya clemensiorum T.Green
- Hoya collettii Schltr.
- Hoya collina Schltr.
- Hoya columna Kloppenb.
- Hoya commutata M.G.Gilbert & P.T.Li
- Hoya concava Kloppenb., Siar, Guevarra & Carandang
- Hoya corazoniae Kloppenb., Siar & Ferreras
- Hoya cordata P.T.Li & S.Z.Huang
- Hoya coriacea Blume
- Hoya corneri Rodda & S.Rahayu
- Hoya corollimarginata Kloppenb.
- Hoya corollivillosa Kloppenb.
- Hoya coronaria Blume
- Hoya corymbosa Rodda & Simonsson
- Hoya crassicaulis Elmer ex Kloppenb.
- Hoya crassior Hochr.
- Hoya crassipetiolata Aver., V.T.Pham & T.A.Le
- Hoya cumingiana Decne.
- Hoya cupula Kloppenb., G.Mend. & Ferreras
- Hoya curtisii King & Gamble
- Hoya cutis-porcelana W.Suarez, J.R.Sahagun & Aurigue
- Hoya daimenglongensis Shao Y.He & P.T.Li
- Hoya danumensis Rodda & Nyhuus
- Hoya dasyantha Tsiang
- Hoya davidcummingii Kloppenb.
- Hoya decipulae S.Rahayu & Astuti
- Hoya deleoniorum Cabactulan, R.B.Pimentel, J.R.Sahagun & Aurigue
- Hoya dennisii P.I.Forst. & Liddle
- Hoya densifolia Turcz.
- Hoya desvoeuxensis T.Green & Kloppenb.
- Hoya devogelii Rodda & Simonsson
- Hoya deykei T.Green
- Hoya dickasoniana P.T.Li
- Hoya dictyoneura K.Schum.
- Hoya dimorpha F.M.Bailey
- Hoya diptera Seem.
- Hoya dischorensis Schltr.
- Hoya diversifolia Blume
- Hoya dolichosparte Schltr.
- Hoya domaensis Rodda & Simonsson
- Hoya dulitensis Rodda & S.Rahayu
- Hoya eburnea Kloppenb., Guevarra & Carandang
- Hoya edanoi C.M.Burton
- Hoya edeni King ex Hook.f.
- Hoya edholmiana Simonsson & Rodda
- Hoya eitapensis Schltr.
- Hoya elegans Kostel.
- Hoya elliptica Hook.f.
- Hoya elmeri Merr.
- Hoya endauensis Kiew
- Hoya engleriana Hosseus
- Hoya epedunculata Schltr.
- Hoya erythrina Rintz
- Hoya erythrostemma Kerr
- Hoya espaldoniana Kloppenb., Siar & Cajano
- Hoya estrellaensis T.Green & Kloppenb.
- Hoya eumbeitii Kloppenb.
- Hoya evelinae Simonsson & Rodda
- Hoya excavata Teijsm. & Binn.
- Hoya exilis Schltr.
- Hoya faoensis Kloppenb. & Siar
- Hoya fauziana Rodda, Simonsson & A.Lamb
- Hoya ferrerasii Kloppenb. & Siar
- Hoya fetuana Kloppenb.
- Hoya filiformis Rech.
- Hoya finlaysonii Wight
- Hoya fischeriana Warb.
- Hoya fitchii Kloppenb.
- Hoya fitoensis Kloppenb.
- Hoya flavescens Schltr.
- Hoya flavida P.I.Forst. & Liddle
- Hoya forbesii King & Gamble
- Hoya foxii Kloppenb.
- Hoya frakeii Kloppenb.
- Hoya fraterna Blume
- Hoya fungii Merr.
- Hoya fusca Wall.
- Hoya galenii Kloppenb.
- Hoya galeraensis Kloppenb.
- Hoya gaoligongensis M.X.Zhao & Y.H.Tan
- Hoya garciae Kloppenb.
- Hoya gauttierensis Rodda & Simonsson
- Hoya gelba Kloppenb., Siar, Guevarra & Carandang
- Hoya gigantanganensis Kloppenb.
- Hoya gigas Schltr.
- Hoya gildingii Kloppenb.
- Hoya glabra Schltr.
- Hoya globulifera Blume
- Hoya globulosa Hook.f. ex Dean
- Hoya golamcoana Kloppenb.
- Hoya gracilipes Schltr.
- Hoya gracilis Schltr.
- Hoya greenii Kloppenb.
- Hoya gretheri Kloppenb.
- Hoya griffithii Hook.f.
- Hoya guppyi Oliv.
- Hoya gutierrezii Kloppenb.
- Hoya hainanensis Merr.
- Hoya halconensis Kloppenb.
- Hoya halophila Schltr.
- Hoya hamiltoniorum A.Lamb, Gavrus, Emoi & Gokusing
- Hoya hanhiae V.T.Pham & Aver.
- Hoya hernaezii Kloppenb.
- Hoya heuschkeliana Kloppenb.
- Hoya histora Kloppenb.
- Hoya hongleniae Aver., Vuong, Bao & V.C.Nguyen
- Hoya hypolasia Schltr.
- Hoya ignorata T.B.Tran, Rodda, Simonsson & Joongku Lee
- Hoya ilagiorum Kloppenb., Siar & Cajano
- Hoya imbricata Decne.
- Hoya imperialis Lindl.
- Hoya inconspicua Hemsl.
- Hoya incrassata Warb.
- Hoya incurvula Schltr.
- Hoya indaysarae M.N.Medina, R.J.T.Villanueva, Kloppenb. & Cabras
- Hoya infantalensis Kloppenb.
- Hoya inflata (P.I.Forst., Liddle & I.M.Liddle) L.Wanntorp & P.I.Forst.
- Hoya insularis Rodda & S.Rahayu
- Hoya irisiae Ferreras, Kloppenb. & Tandang
- Hoya isabelaensis Kloppenb., Siar & Ferreras
- Hoya isabelchanae Rodda & Simonsson
- Hoya ischnopus Schltr.
- Hoya jianfenglingensis Shao Y.He & P.T.Li
- Hoya jiewhoeana Rodda, A.Lamb & Gokusing
- Hoya josetteae M.N.Medina & Kloppenb.
- Hoya juannguoana Kloppenb.
- Hoya juhoneweana Simonsson & Rodda
- Hoya kachinensis Rodda & K.Armstr.
- Hoya kaikoana S.Rahayu & Rodda
- Hoya kanlaonensis Kloppenb., Siar & Ferreras
- Hoya kanyakumariana A.N.Henry & Swamin.
- Hoya kapuasensis S.Rahayu & Rodda
- Hoya kastbergii Kloppenb.
- Hoya kenejiana Schltr.
- Hoya kentiana C.M.Burton
- Hoya kerangasensis Rodda & S.Rahayu
- Hoya kerrii Craib
- Hoya kingdonwardii P.T.Li
- Hoya kipandiensis Gavrus, A.Lamb, Emoi & Gokusing
- Hoya kloppenburgii T.Green
- Hoya klossii S.Moore
- Hoya koteka Simonsson & Rodda
- Hoya krohniana Kloppenb. & Siar
- Hoya krusenstierniana Simonsson & Rodda
- Hoya kuhlii (Blume) Koord.
- Hoya lactea S.Moore
- Hoya lacunosa Blume
- Hoya lagunaensis Kloppenb.
- Hoya lambii T.Green
- Hoya lambioae Kloppenb., Guevarra, Cajano & Carandang
- Hoya lamingtoniae F.M.Bailey
- Hoya lamthanhiae V.T.Pham & Kloppenb.
- Hoya lanataiensis Kloppenb.
- Hoya lanceolaria S.Moore
- Hoya lanceolata Wall. ex D.Don
- Hoya landgrantensis Kloppenb., Siar & Cajano
- Hoya lanotooensis Kloppenb.
- Hoya larrycahilogii Medina & Kloppenb.
- Hoya lasiantha Korth. ex Blume
- Hoya lasiogynostegia P.T.Li
- Hoya latifolia G.Don
- Hoya laurifoliopsis Hochr.
- Hoya lauterbachii K.Schum.
- Hoya leembruggeniana Koord.
- Hoya leucantha S.Moore
- Hoya leucorhoda Schltr.
- Hoya leytensis Elmer ex C.M.Burton
- Hoya liddleana Simonsson & Rodda
- Hoya linapauliana Kloppenb.
- Hoya linavergarae Kloppenb. & Siar
- Hoya lindaueana Koord.
- Hoya linearis Wall. ex D.Don
- Hoya lipoensis P.T.Li & Z.R.Xu
- Hoya lithophytica Kidyoo
- Hoya lobbii Hook.f.
- Hoya lockii V.T.Pham & Aver.
- Hoya loheri Kloppenb.
- Hoya longicalyx Wang Hui & E.F.Huang
- Hoya longifolia Wall. ex Wight
- Hoya longipedunculata V.T.Pham & Aver.
- Hoya longlingensis E.F.Huang
- Hoya loyceandrewsiana T.Green
- Hoya luatekensis Kloppenb.
- Hoya lucardenasiana Kloppenb., Siar & Cajano
- Hoya lucida Simonsson & Rodda
- Hoya lucyae Kloppenb. & Siar
- Hoya lutea Kostel.
- Hoya lyi H.Lév.
- Hoya macgillivrayi F.M.Bailey
- Hoya macrophylla Blume
- Hoya madulidii Kloppenb.
- Hoya magnifica P.I.Forst. & Liddle
- Hoya magniflora P.T.Li
- Hoya mahaweeensis Kloppenb.
- Hoya maingayi Hook.f.
- Hoya malata Kloppenb.
- Hoya mamasa S.Rahayu, R.P.P.Ahmad & Rodda
- Hoya manipurensis Deb
- Hoya mappigera Rodda & Simonsson
- Hoya maquilingensis Kloppenb.
- Hoya marananiae Kloppenb., Siar, Cajano & Carandang
- Hoya marginata Schltr.
- Hoya mariae (Schltr.) L.Wanntorp & Meve
- Hoya martinii Kloppenb. & G.Mend.
- Hoya marvinii Kloppenb., G.Mend. & Ferreras
- Hoya mata-ole-afiensis Kloppenb.
- Hoya matavanuensis Kloppenb.
- Hoya matiensis Kloppenb.
- Hoya maxima Teijsm. & Binn.
- Hoya maximowayetii Kloppenb.
- Hoya mcclurei Kloppenb.
- Hoya mcgregorii Schltr.
- Hoya medinae Kloppenb.
- Hoya medinillifolia Rodda & Simonsson
- Hoya medusa M.Leon, Cabactulan, Cuerdo & Rodda
- Hoya megalantha Turrill
- Hoya megalaster Warb. ex K.Schum. & Lauterb.
- Hoya meliflua (Blanco) Merr.
- Hoya memoria Kloppenb.
- Hoya mengtzeensis Y.Tsiang & P.T.Li
- Hoya meredithii T.Green
- Hoya merrillii Schltr.
- Hoya micrantha Hook.f.
- Hoya microphylla Schltr.
- Hoya microstemma Schltr.
- Hoya migueldavidii Cabactulan, Rodda & Pimentel
- Hoya minahassae Schltr.
- Hoya mindanaoensis Kloppenb.
- Hoya mindorensis Schltr.
- Hoya minima Costantin
- Hoya minutiflora Rodda & Simonsson
- Hoya mirabilis Kidyoo
- Hoya mitrata Kerr
- Hoya monetteae T.Green
- Hoya moninae Kloppenb. & Cajano
- Hoya montana Schltr.
- Hoya montelbanensis Kloppenb.
- Hoya mucronulata Warb.
- Hoya multiflora Blume
- Hoya myanmarica P.T.Li
- Hoya myrmecopa Kleijn & Donkelaar
- Hoya nabawanensis Kloppenb. & Wiberg
- Hoya nakarensis Kloppenb., G.Mend. & Ferreras
- Hoya narcissiflora S.Rahayu & Rodda
- Hoya naumannii Schltr.
- Hoya navicula Kloppenb. & G.Mend.
- Hoya negrosensis Kloppenb.
- Hoya neoebudica Guillaumin
- Hoya neoguineensis Engl.
- Hoya nervosa Y.Tsiang & P.T.Li
- Hoya nicholsoniae F.Muell.
- Hoya nova Kloppenb.
- Hoya nummularia Decne. ex Hook.f.
- Hoya nummularioides Costantin
- Hoya nutans Aver. & V.T.Pham
- Hoya nuttiana Rodda & Simonsson
- Hoya nuuuliensis Kloppenb. & Siar
- Hoya nyhuusiae Kloppenb.
- Hoya nyingchiensis Y.W.Zuo & H.P.Deng
- Hoya obcordata Hook.f.
- Hoya oblanceolata Hook.f.
- Hoya oblongacutifolia Costantin
- Hoya obovata Decne.
- Hoya obscura Elmer ex C.M.Burton
- Hoya obtusifolia Wight
- Hoya occultata S.Rahayu & Rodda
- Hoya odetteae Kloppenb.
- Hoya odorata Schltr.
- Hoya ofuensis Kloppenb.
- Hoya oleoides Schltr.
- Hoya oligantha Schltr.
- Hoya olosegaensis Kloppenb.
- Hoya omlorii (Livsh. & Meve) L.Wanntorp & Meve
- Hoya onychoides P.I.Forst., Liddle & I.M.Liddle
- Hoya oreogena Kerr
- Hoya oreostemma Schltr.
- Hoya orientalis P.T.Li
- Hoya ormocensis Kloppenb.
- Hoya ottolanderi Koord.
- Hoya ovalifolia Wight & Arn.
- Hoya oxycoccoides S.Moore
- Hoya pachyclada Kerr
- Hoya pachyphylla K.Schum. & Lauterb.
- Hoya pachypus S.Moore
- Hoya palawanensis Kloppenb.
- Hoya palawanica Kloppenb.
- Hoya pallilimba Kleijn & Donkelaar
- Hoya panayensis Kloppenb. & Siar
- Hoya pandurata Tsiang
- Hoya papaschonii Rodda
- Hoya papillantha K.Schum.
- Hoya papuana (Schltr.) Schltr.
- Hoya paradisea Simonsson & Rodda
- Hoya parvapollinia Kloppenb. & G.Mend.
- Hoya parviflora Wight
- Hoya parvifolia Schltr.
- Hoya patameaensis Kloppenb.
- Hoya patella Schltr.
- Hoya pauciflora Wight
- Hoya paulshirleyi T.Green & Kloppenb.
- Hoya paziae Kloppenb.
- Hoya pedunculata (Warb.) Schltr.
- Hoya peekelii Markgr.
- Hoya peltata Rodda & S.Rahayu
- Hoya peninsularis Rodda & Zakaria
- Hoya pentaphlebia Merr.
- Hoya perakensis Ridl.
- Hoya persicina Kloppenb., Siar, Guevarra, Carandang & G.Mend.
- Hoya phuluangensis Kidyoo
- Hoya phuwuaensis Kidyoo
- Hoya phyllura O.Schwartz
- Hoya piestolepis Schltr.
- Hoya pimenteliana Kloppenb.
- Hoya placerensis Kloppenb.
- Hoya platycaulis Simonsson & Rodda
- Hoya plicata King & Gamble
- Hoya polilloensis Kloppenb., Guevarra, G.Mend. & Ferreras
- Hoya polyneura Hook.f.
- Hoya polypus S.Rahayu & Rodda
- Hoya pruinosa (Blume) Miq.
- Hoya pseudobicolensis Kloppenb.
- Hoya pseudoleytensis Kloppenb., G.Mend., Guevarra & Carandang
- Hoya pubens Costantin
- Hoya puber Blume
- Hoya pubicalyx Merr.
- Hoya pubicenta Kloppenb., G.Mend. & Ferreras
- Hoya pubicorolla Kloppenb., G.Mend. & Ferreras
- Hoya pulchella Schltr.
- Hoya pulchra Aurigue & Cabactulan
- Hoya pulleana Rodda & Simonsson
- Hoya purpurea Blume
- Hoya purpureofusca Hook.
- Hoya pusilla Rintz
- Hoya pusilliflora S.Moore
- Hoya pyrifolia E.F.Huang
- Hoya querinoensis Kloppenb. & Siar
- Hoya quinquenervia Warb.
- Hoya quisumbingii Kloppenb.
- Hoya radicalis Y.Tsiang & P.T.Li
- Hoya ralphdavisiana Kloppenb., G.Mend. & Ferreras
- Hoya ramosii Kloppenb. & Siar
- Hoya ranauensis T.Green & Kloppenb.
- Hoya reticulata Moon
- Hoya retrorsa Gavrus, A.Lamb, Emoi & Gokusing
- Hoya retusa Dalzell
- Hoya revoluta Wight ex Hook.f.
- Hoya reyesii M.N.Medina & Kloppenb.
- Hoya reynosae Kloppenb.
- Hoya rhodostele Ridl.
- Hoya rhodostemma Schltr.
- Hoya rigida Kerr
- Hoya rigidifolia S.Rahayu & Rodda
- Hoya rima Kloppenb., G.Mend. & Ferreras
- Hoya rintzii Rodda, Simonsson & S.Rahayu
- Hoya rizaliana Kloppenb.
- Hoya rosarioae Kloppenb. & Siar
- Hoya rosea K.Schum.
- Hoya rostellata Kidyoo
- Hoya rotundiflora Rodda & Simonsson
- Hoya rubida Schltr.
- Hoya rumphii Blume
- Hoya rundumensis (T.Green) Rodda & Simonsson
- Hoya ruthiae Rodda
- Hoya sabaensis Kloppenb.
- Hoya sagcalii Kloppenb.
- Hoya salmonea Kloppenb., Guevarra, G.Mend. & Ferreras
- Hoya samarensis Kloppenb. & Siar
- Hoya sammannaniana A.Lamb, Gavrus, Emoi & Gokusing
- Hoya samoa-albiflora Kloppenb.
- Hoya sangguensis S.Rahayu & Rodda
- Hoya santafeensis Kloppenb. & G.Mend.
- Hoya santiagoi Kloppenb. & Siar
- Hoya sapaensis T.B.Tran & Rodda
- Hoya sarawakensis Kloppenb.
- Hoya sarcophylla Ridl.
- Hoya savaiiensis Kloppenb.
- Hoya schallertiae C.M.Burton
- Hoya schneei Schltr.
- Hoya scortechinii King & Gamble
- Hoya seanwhistleriana Kloppenb.
- Hoya serpens Hook.f.
- Hoya shepherdii Short ex Hook.
- Hoya siamica Craib
- Hoya sichuanensis E.F.Huang
- Hoya sigillatis T.Green
- Hoya silvatica Y.Tsiang & P.T.Li
- Hoya sipitangensis Kloppenb. & Wiberg
- Hoya smithii Kloppenb.
- Hoya soidaoensis Kidyoo
- Hoya solaniflora Schltr.
- Hoya soligamiana Kloppenb., Siar & Cajano
- Hoya solokensis S.Rahayu & Rodda
- Hoya somadeeae Rodda & Simonsson
- Hoya sororia K.Schum.
- Hoya spartioides (Benth.) Kloppenb.
- Hoya spectatissima B.Xue, E.F.Huang, Gang Yao & Jiu X.Huang
- Hoya spencii Kloppenb.
- Hoya stafeensis Kloppenb. & G.Mend.
- Hoya stenakei Simonsson & Rodda
- Hoya stenophylla Schltr.
- Hoya stoneana Kloppenb. & Siar
- Hoya subcalva Burkill
- Hoya subglabra Schltr.
- Hoya subquaterna Miq.
- Hoya subquintuplinervis Miq.
- Hoya sulawesiana S.Rahayu & Rodda
- Hoya sulitii Kloppenb.
- Hoya sumatrana S.Rahayu & Rodda
- Hoya sungwookii Aver., Vuong, Nhan & V.C.Nguyen
- Hoya surigaoensis Kloppenb., S.Siar & Nyhuus
- Hoya surisana Rodda & S.Rahayu
- Hoya sussuela (Roxb.) Merr.
- Hoya tamaleaaea Kloppenb.
- Hoya tamdaoensis Rodda & T.B.Tran
- Hoya tangerina Kloppenb., G.Mend. & Ferreras
- Hoya tannaensis T.Green & Kloppenb.
- Hoya tarikuensis Rodda & Simonsson
- Hoya tauensis Kloppenb.
- Hoya taylorii Kloppenb.
- Hoya taytayensis Kloppenb. & Siar
- Hoya taywanisensis Kloppenb., Mendoza & Ferreras
- Hoya telosmoides Omlor
- Hoya tengchongensis J.F.Zhang, N.H.Xia & Y.F.Kuang
- Hoya tenggerensis Bakh.f.
- Hoya teretifolia Griff. ex Hook.f.
- Hoya tetrantha J.Feng Zhang, Y.H.Tong & N.H.Xia
- Hoya thailandica Thaithong
- Hoya thomsonii Hook.f.
- Hoya thuathienhuensis T.B.Tran, Rodda & Simonsson
- Hoya tiatuilaensis Kloppenb.
- Hoya tjadasmalangensis Bakh.f.
- Hoya tjampeaensis Hochr.
- Hoya tomataensis T.Green & Kloppenb.
- Hoya torricellensis Schltr.
- Hoya towutiensis S.Rahayu, R.P.P.Ahmad & Rodda
- Hoya trigonolobos Schltr.
- Hoya trukensis Hosok.
- Hoya tsangii C.M.Burton
- Hoya uafatoensis Kloppenb.
- Hoya uncinata Teijsm. & Binn.
- Hoya undulata S.Rahayu & Rodda
- Hoya unica Kloppenb., G.Mend. & Ferreras
- Hoya uniflora Aver. & V.T.Pham
- Hoya unirana Rodda & Simonsson
- Hoya unruhiana Kloppenb., Siar, G.Mend., Cajano & Carandang
- Hoya uplandgrantensis Kloppenb.
- Hoya vacciniiflora O.Schwartz
- Hoya vaccinioides Hook.f.
- Hoya vangviengiensis Rodda & Simonsson
- Hoya vanuatensis T.Green
- Hoya velasioi Kloppenb.
- Hoya venusta Schltr.
- Hoya versteegii Simonsson & Rodda
- Hoya verticillata (Vahl) G.Don
- Hoya vicencioana Kloppenb., Siar, Cajano, Guevarra & Carandang
- Hoya vitellina Blume
- Hoya vitellinoides Bakh.f.
- Hoya vitiensis Turrill
- Hoya wallichii (Wight) C.M.Burton
- Hoya walliniana Kloppenb. & Nyhuus
- Hoya wariana Schltr.
- Hoya wayetii Kloppenb.
- Hoya waymaniae Kloppenb.
- Hoya weebella Kloppenb.
- Hoya whistleri Kloppenb.
- Hoya wightii Hook.f.
- Hoya williamsiana Kloppenb., Siar, G.Mend., Cajano, Guevarra & Carandang
- Hoya wongii Rodda, Simonsson & L.Wanntorp
- Hoya wrayi King & Gamble
- Hoya yingjiangensis J.Feng Zhang, L.Bai, N.H.Xia & Z.Q.Peng
- Hoya yuennanensis Hand.-Mazz.
- Hoya yvesrocheri Simonsson & Rodda

## Hybriden
- Hoya × tuafanua Whistler & Kloppenb.